# Elwira Lisowska
Elwira Lisowska (ur. 6 maja 1930 w Przemyślu) – polska biochemik, profesor nauk biologicznych.

## Życiorys
Ukończyła studia na Wydziale Chemicznym Politechniki Wrocławskiej w 1952 r. Już jako studentka brała udział w pracach badawczych zespołu prof. Tadeusza Baranowskiego, a w 1955 r. rozpoczęła pracę w Instytucie Immunologii i Terapii Doświadczalnej PAN we Wrocławiu. Pracę doktorską obroniła w r. 1962, a habilitowała się w r. 1970. W latach 1969–1970 odbyła staż podoktorski w laboratorium dr. Rogera W. Jeanloza w Massachussetts General Hospital w Bostonie, USA.  Została profesorem nadzwyczajnym w 1980 r,  a profesorem zwyczajnym w 1986 r. Była kierownikiem Laboratorium Immunochemii Tkankowej (później Laboratorium Immunochemii Glikokoniugatów) w latach 1973–2000. W latach 1992–2000 była zastępcą dyrektora Instytutu Immunologii i Terapii Doświadczalnej PAN do spraw naukowych. Dorobek naukowy obejmuje 130 artykułów naukowych i rozdziałów w książkach, głównie z dziedziny biochemii, glikobiologii i nauki o grupach krwi. Była promotorem 9  prac doktorskich (m.in. prof. Marcina Czerwińskiego), a 6 jej współpracowników uzyskało habilitację. Była członkiem rad redakcyjnych czasopism:  Archivum Immunologiae et Therapiae Experimentalis (1980–2016), European Journal of Biochemistry (1979–1987), Glycoconjugate Journal (1984–1990) Acta Biochimica Polonica (1977–2015) i Advances of Clinical and Experimental Medicine (2000–2003). W 2001 roku przeszła na emeryturę.

## Działalność naukowa
Jej zainteresowania badawcze dotyczyły początkowo układu grupowego MN erytrocytów ludzkich ulokowanych w głównej sjaloglikoproteinie krwinek, glikoforynie A (GPA). W tym czasie uważano, że podobnie jak w układzie grupowym ABO, podstawą zróżnicowania antygenowego erytrocytów są cukry. Późniejsze badania zespołu Elwiry Lisowskiej wykazały jednak, że różnica między antygenami M i N wynika z różnych reszt aminokwasowych w pozycjach 1 i 5 łańcucha polipeptydowego glikoforyny A.
Inne jej badania dotyczyły antygenu NOR, który jest przyczyną rzadkiej formy poliaglutynacji NOR. Wyjaśniła strukturę tego antygenu, który jest nietypowym glikosfingolipidem należącym do ludzkiego układu grupowego P1PK oraz wykazała, że antygen ten jest rozpoznawany przez przeciwciała powszechnie występujące w ludzkiej surowicy. Ponadto wykazała, że antygen rakowo-płodowy (karcynoembrionalny, CEA) tworzy dimery w roztworze, a ludzkie białko pasma 3 (Band 3) ulega degradacji proteolitycznej w czasie życia erytocytu, co wiąże się z usuwaniem starych erytrocytów z obiegu. Scharakteryzowała kilka lektyn, w tym lektynę z Vicia graminea, która jest swoista wobec antygenu grupowego N. Opisała nowe metody modyfikacji lektyn i przedstawiła możliwości ich zastosowania w badaniach nad glikokoniugatami. Brała też udział w wyjaśnieniu struktury i funkcji łańcuchów cukrowych glikoforyny A oraz glikoforyny C erytrocytów ludzkich. Otrzymała i scharakteryzowała wiele przeciwciał monoklonalnych, które rozpoznają antygeny M i N oraz inne fragmenty glikoforyn, a także antygen T (receptor Thomsena-Friedenreicha). Badania te miały duże znaczenie w określeniu antygenowych właściwości ludzkiej glikoforyny A.

## Odznaczenia i wyróżnienia
- 1989 – Nagroda im. Jakuba Karola Parnasa Polskiego Towarzystwa Biochemicznego[1]
- 2014 – Krzyż Kawalerski Orderu Odrodzenia Polski[19]
- 2016 – Diplome d'Honneur Polskiego Towarzystwa Biochemicznego[20]